# Глагол в арабском языке
Глаго́л (араб. الفعل‎ al-fiʕlu, мн. ч. араб. الأفعال‎ al-afʕālu) в ара́бском языке́ представляет собой одну из трёх частей речи, наряду с именем и частицей. Слово فعل в арабском языке буквально означает «действие, поступок».
Глагол имеет следующие характеристики: время (прошедшее, настоящее, будущее), залог (действительный, страдательный), род (мужской, женский), лицо (первое, второе, третье), число (единственное, двойственное, множественное), наклонение (только в форме настояще-будущего времени: изъявительное, сослагательное, повелительное, усечённое).

## Личные формы
В семитских языках имеется 2 основные формы глагола: перфект и имперфект. Их основные (но не единственные!) значения: прошедшее и настояще-будущее времена. В арабском языке имперфект имеет смысл ближе к настоящему времени, а, например, в иврите он преобразовался в будущее время.

### Перфект (араб.ماضي‎)
Перфект образуется путём прибавления личных окончаний. Форма 3 лица единственного числа мужского рода («он делал») является словарной. В первой породе 3-буквенного глагола гласная над 2 буквой корня бывает разная, в производных породах она фиксирована.
| Лицо | Род | Ед. число      | Двойств. число     | Множ. число        |
| ---- | --- | -------------- | ------------------ | ------------------ |
| 1-oe | -   | كَتَبْتُ [katabtu] | -                  | كَتَبْنَا [katabnā]    |
| 2-е  | М.  | كَتَبْتَ [katabta] | كَتَبْتُمَا [katabtumā] | كَتَبْتُمْ [katabtum]   |
| 2-е  | Ж.  | كَتَبْتِ [katabti] | كَتَبْتُمَا [katabtumā] | كَتَبْتُنَّ [katabtunna] |
| 3-e  | М.  | كَتَبَ [kataba]   | كَتَبَا [katabā]      | كَتَبُوا [katabū]     |
| 3-e  | Ж.  | كَتَبَتْ [katabat] | كَتَبَتَا [katabatā]   | كَتَبْنَ [katabna]     |

Значения перфекта:
1. Действие или состояние в прошлом (كَتَبْتُ رِسَالَةً «я (на)писал письмо»).
2. С частицей قَدْ подчёркнуто завершённое действие (قَدْ كَتَبْتُ رِسَالَةً «я уже написал письмо»).
3. В значении преждепрошедшего времени: с частицей قَدْ и другим глаголом в перфекте (чаще всего كَانَ «был», напр. دَخَلَ أَحْمَدُ البَيْتَ، وأَنَا كُنْتُ قَدْ أَكَلْتُ «Ахмад зашёл в дом, (когда) я уже поел»). Если же глагол كَانَ стоит в имперфекте, то действие переносится в будущее (يَكُونُ زَيْدٌ كَتَبَ «Зейд (тогда) напишет»).
4. Действие, произошедшее только что (بِعْتُكَ هذا «я продал (продаю) тебе это», فَهِمْتُ «я понял (понимаю)»).
5. Мольбу или пожелание (جَزَاكَ الله خَيْرًا «да одарит тебя Аллах благом! (форма благодарности)»). Также — клятву (والله لا أَقَمْتُ بمكَّةَ «Клянусь Аллахом, я не останусь в Мекке!»).
6. Настоящее время с истоком в прошлом (حُكِيَ «рассказывают (было сказано)», زَعَمَ النَّاسُ «люди полагают (полагали)»). Также — событие, происходящее вне времени, постоянно (أَنْجَزَ حُرٌّ ما وَعَدَ «честный выполняет то, что обещал»).
7. В условных предложениях в качестве будущего времени (إِنْ ذَهَبَ زَيْدٌ ذَهَبْتُ مَعَهُ «если Зейд пойдёт, то я пойду вместе с ним»).

### Имперфект (араб.مضارع‎)
Имперфект (в базовом варианте (араб. مضارع مرفوع‎) это раф) образуется путём прибавления приставок и в некоторых случаях окончаний. В первой породе 3-буквенного глагола гласная над 2 буквой корня бывает разная, в производных порода она фиксирована. Ниже приведена таблица для базового варианта имперфекта:
| Лицо                                 | Род             | Ед. число (араб. مفرد‎) | Двойств. число (араб. مثنّى‎) | Множ. число (араб. جمع‎) |
| ------------------------------------ | --------------- | ---------------------- | --------------------------- | ----------------------- |
| 1-oe (араб. متكلّم‎) или (араб. متحدّث‎) | -               | أكْتُبُ [aktubu]          | -                           | نَكْتُبُ [naktubu]          |
| 2-е (араб. مخاطب‎)                    | М. (араб. مذكّر‎) | تَكْتُبُ [taktubu]         | تَكْتُبَانِ [taktubāni]          | تَكْتُبُونَ [taktubūna]      |
| 2-е (араб. مخاطب‎)                    | Ж. (араб. مؤنّث‎) | تَكْتُبِينَ [taktubīna]     | تَكْتُبَانِ [taktubāni]          | تَكْتُبْنَ [taktubna]        |
| 3-e لا (араб. غائب‎)                  | М. (араб. مذكّر‎) | يَكْتُبُ [yaktubu]         | يَكْتُبَانِ [yaktubāni]          | يَكْتُبُونَ [yaktubūna]      |
| 3-e لا (араб. غائب‎)                  | Ж. (араб. مؤنّث‎) | تَكْتُبُ [taktubu]         | تَكْتُبَانِ [taktubāni]          | يَكْتُبْنَ [yaktubna]        |

Значения имперфекта:
1. Событие, происходящее вне времени, постоянно (الدهرُ تَنْسَخُ أوائلُهُ أَواخِرَهُ «последующие времена стирают то, что было в начале»).
2. Настояще-будущее время (أَكْثَرُهُم لا يَعْقِلُونَ «большая часть из них не (у)разумеет»).
3. С частицами سَـ (слитная) и سَوْفَ (раздельная) — будущее время (سَيَكْتُبُ «будет писать»)
4. С нуном усиления (см. ниже) — будущее время.
5. После частицы لَنْ в состоянии насба — отрицание действия в будущем (لَنْ يَكْتُبَ «не будет писать»)
6. После частицы لَمْ в состоянии джазма — отрицание действия в прошлом (لَمْ يَكْتُبْ «не писал»)

#### Насб (сослагательное наклонение) (араб.مضارع منصوب‎)
Глаголы имперфекта имеют состояние насба после некоторых частиц. В этом состоянии глагол претерпевает некоторые изменения:
1. Если глагол не имеет личного окончания, то он меняет u на a.
2. Глаголы с нуном после долгой гласной теряют этот нун.
3. Глаголы 2 и 3 лица, множественного числа, женского рода не изменяются.

#### Джазм (усечённое наклонение) (араб.مضارع مجزوم‎)
Глаголы имперфекта принимают состояние джазма после некоторых частиц. В этом состоянии они претерпевают такие изменения:
1. Глаголы без личных окончаний теряют последнюю гласную u.
2. Глаголы с нуном после долгой гласной теряют этот нун.
3. Глаголы 2 и 3 лица, множественного числа, женского рода не изменяются.

#### Амр (повелительное наклонение) (араб.أمر‎)
Глагол повелительного наклонения образуется от имперфекта 2 лица следующим образом:
1. Приставка глагола усекается, и если остаток глагола без приставки начинается с буквы, огласованной сукуном, то к глаголу прибавляется приставка i (пишется как алиф без хамзы, ا). Исключение: в первой породе, если в имперфекте над второй коренной есть звук u, то приставка огласуется u.
2. Окончание глагола усекается (как в состоянии джазма): если окончаний нет, то u меняется на сукун, если есть нун после долгой гласной, то он исчезает, глагол женского рода множественного числа при этом не меняется.

#### Нун усиления (араб.نون الوكيد‎)
К глаголу в имперефкте или амре может присоединяться «нун усиления» (в виде лёгкого (نْ) нуна усиления (араб. نون التوكيد الخفيفة‎) или тяжёлого (نَّ) нуна усиления (араб. نون التوكيد الثقيلة‎)), такой глагол называется усиленным (араб. فعل مؤكّد‎). В связи с этим есть несколько правил огласовки:
1. В единственном числе (кроме формы женского рода 2 лица), а также во множественном числе 1 лица бывают обе формы «нуна усиления», конечная буква всегда огласуется фатхой (а).
2. В двойственном числе используется только удвоенная форма с огласовкой «кясра» (и, то есть نِّ), при этом «нун» изъявительного наклонения выпадает.
3. Если форма глагола оканчивается на долгие гласные ū, ī (2 лицо, женский род единственного и мужской род множественного чисел, а также мужской род множественного числа 3 лица), то из окончания выпадает «нун», а «нун усиления» может быть в обеих формах.
4. У форм множественного числа женского рода «нун усиления» присоединяется в форме ـَانِّ[2].

### Страдательный залог (араб.فعل مبني للمجهول‎)
В арабском языке страдательный залог употребляется в случаях, когда непосредственный деятель неизвестен. Он образуется следующим образом: огласовка второй коренной меняется на i, а все буквы до неё меняют гласные на u (сукуны остаются на своих местах). Форма страдательного залога не может образовываться от повелительного наклонения, масдара и не связана с образованием страдательных причастий.

## Породы глагола
Исторически система арабских пород насчитывала пятнадцать форм, однако в современном языке последние пять пород являются достаточно редкими. Таким образом практически употребляются десять пород. Не от каждого корня можно образовать все производные породы.

### Породы трёхбуквенного глагола
Первая
Эта порода — основная. Её основное значение — простое действие, исходя из смысла корня. Огласовка второй корневой буквы в перфекте и имперфекте и алифа второй коренной в императиве может различаться, существуют 6 парадигм глагола первой породы:
Первая: фатха (а) в перфекте, дамма (у) в имперфекте; в императиве и алиф, и вторая корневая буква имеют дамму (у).
Вторая: фатха (а) в перфекте, кясра (и) в имперфекте; в императиве и алиф, и вторая корневая буква имеют кясру (и).
Третья: фатха (а) и в перфекте, и в имперфекте; в императиве алиф имеет кясру (и), вторая корневая — фатху (а).
Четвёртая: кясра (и) в перфекте, фатха (а) в имперфекте; в императиве алиф имеет кясру (и), вторая корневая — фатху (а).
Пятая: кясра (и) и в перфекте, и в имперфекте; в императиве и алиф, и вторая корневая буква имеют кясру (и).
Шестая: дамма (у) и в перфекте, и в имперфекте; в императиве и алиф, и вторая корневая буква имеют дамму (у).
Соответственно, можно вывести зависимость императива от имперфекта:
Дамма второго коренного в имперфекте даёт две даммы (у алифа и у второго коренного) в императиве.
Кясра второго коренного в имперфекте даёт две кясры (у алифа и у второго коренного) в императиве.
Фатха второго коренного в имперфекте даёт кясру (у алифа) и фатху (у второго коренного) в императиве.
Большая часть глаголов парадигм с первой по третью обозначают действие.
Большая часть глаголов парадигм четвёртой и пятой обозначают временное, приходящее состояние, но также и действие.
Глаголы шестой парадигмы обозначают постоянное состояние.
Пассивный залог тем не менее всегда одинаков, то есть даже если есть несколько разных глаголов первой породы от одного и того же корня, отличающихся лишь огласовками в активном залоге (иногда у них могут быть разные хначения, а иногда совпадать), то у таких глаголов в пассивном залоге (если он есть или если вывести безличный пассив если его по стандарту нет) они не отличаются.
Вторая
Эта порода образуется от первой, и обозначает:
1. Усиленное, тщательное действие: ضَرَبَ — ضَرَّبَ «бить» — «сильно бить», نَفَضَ — نَفَّضَ «стряхнуть» — «вытряхивать (пыль)».
2. Многократность действия: طَافَ - طَوَّفَ «обходить» — «странствовать».
3. Направленность на многие объекты, а также распространение: غَلَقَ — غَلَّقَ «запереть (дверь)» — «запирать много (дверей)», فَرَقَ — فَرَّقَ «разделить» — «рассеить во все стороны».
4. Массовость действия: مَاتَ — مَوَّتَ المال «умереть» — «массово погибал скот».
5. Заставление делать действие 1 породы (каузативность): بَلَغَ — بَلَّغَ «достигнуть» — «доставить», كَثُرَ — كَثَّرَ «быть многим» — «умножать, делать многим».
6. Объявление, признание чего-то чем-то (декларативность): صَدَقَ — صَدَّقَ «сказать правду» — «посчитать правдой, поверить».
7. Глагол может быть образован от имени, тогда он обозначает действие с этим предметом: جَيْشٌ — جَيَّشَ «войско, армия» — «собирать войска», ذَهَبٌ — ذَهَّبَ «золото» — «позолотить» (именно от слова ذَهَبٌ золото, а не от ذَهَبَ идти).
8. Отымённый глагол также может обозначать устранение этого предмета: مَرَضٌ — مَرَّضَ «болезнь» — «ухаживать за больным, устранять болезнь», قَذًى — قَذَّى «соринка» — «убирать соринку из глаза».

Третья
Образуется от первой породы и обозначает:
1. Направленность действия на другой объект, совместность: جَلَسَ — جَالَسَ «сидеть» — «сидеть с кем-то, заседать».
2. Стремление к исполнению действия: غَلَبَ — غَالَبَ «победить» — «стараться победить, стремиться к победе».
3. Совместность действия в значении соперничества: سَبَقَ — سَابَقَ «обогнать, быть впереди» — «стараться обогнать кого-то, выходить впереди чего-то».
4. Терпеть действие: كَبَدَ — كَابَدَ «отягощать, мучить» — «переносить страдания»
5. Может обозначать каузативность: جَازَ — جَاوَزَ «проходить, проезжать» — «пропускать».
6. Иногда не имеет специальных значений и обозначает нейтральное действие: سَافَرَ «поехать, отправиться в путь».
7. Может образовывать глаголы от имён: عَيْنٌ — عَايَنَ «глаз» — «видеть своими глазами», سَاحِلٌ — سَاحَلَ «берег» — «направляться к берегу».

Глаголы этой породы всегда переходные, после них хотя бы одно имя употребляется в насбе.
Четвёртая
Образуется от первой породы и обозначает:
1. Побуждение к действию или придание состояния: جَلَسَ — أَجْلَسَ «сидеть» — «усаживать», حَزِنَ «опечалиться, быть опечаленным» — «опечалить», طَلَقَ — أَطْلَقَ «освобождаться» — «освобождать, дать свободу», حَسُنَ — أَحْسَنَ «быть хорошим» — «делать хорошо». В некоторых случаях совпадает со второй породой в значении побуждения. В этом случае разница между ними такая: فَعَّلَ — длительное воздействие, أَفْعَلَ — кратковременное воздействие, например: عَلَمَ — عَلَّمَ — أَعْلَمَ «знать» — «учить, научить, сделать знающим» — «сообщить, сделать знающим, осведомлённым».
2. Иногда обозначает реакцию на действие: طَلَبَ — أَطْلَبَ «требовать, искать» — «удовлетворить требование, уступить», شَكَا — أَشْكَى «жаловаться» — «удовлетворить, рассмотреть жалобу».
3. Иногда обозначает «считать кем-то»: حَيَّ — أَحْيَى «жить» — «считать живым, увидеть живым».
4. Может совпадать по смыслу с глаголом первой породы, имея оттенок становления действия: جَدُبَ — أَجْدَبَ «быть сухим (о земле)» — «быть поражённым засухой».
5. Образует отымённые глаголы: ثَمَرٌ — أَثْمَرَ «плод» — «приносить плоды, плодоносить» (во времена джахилии арабы провожали дочерей замуж такими словами: أَيْسَرْتِ وَأَذْكَرْتِ ولا آنَثْتِ «преуспевай, рожай мужчин, и не рожай женщин», глаголы образованы от يَسَارٌ богатство, достаток, ذَكَرٌ мужчина, существо мужского пола, أُنْثِى женщина, самка).
6. От названий территорий или мест образуются глаголы, обозначающие направление туда: جَبَلٌ — أَجْبَلَ «гора» — «отправляться в горы», يَمَنٌ — أَيْمَنَ «Йемен» — «отправляться в Йемен», دُبُرٌ — أَدْبَرَ «задняя сторона, тыл» — «отправляться назад, отступать».
7. От слов, обозначающих время образуются глаголы со значением «делать что-то в это время» и «наступать (об этом времени)»: مَسَاءٌ — أَمْسَى «вечер» — «вечереть, наступать вечеру; делать что-то вечером».
8. В некоторых случаях значение глагола в породах فَعلَ и أَفْعَلَ совпадает: شَغَلَ — أَشْغَلَ «заниматься каким-то делом».

Пятая
Образуется от второй породы добавлением общесемитской возвратной приставки تَـ, обозначает:
1. Направленность действия на себя: جَهَّزَ — تَجَهَّزَ «снарядить в путь, снабдить» — «собираться, снаряжаться в поход», كَلَّفَ — تَكَلَّفَ «возложить обязанность» — «взять на себя обязанность». Отсюда же: «считать себя таким-то»: عَظَّمَ — تَعَظَّمَ «прославлять, считать великим» — «прославляться, гордиться, восхвалять себя». Отсюда же значение самостоятельного выполнения действия: رَكَّبَ — تَرَكَّبَ «составлять что-то» — «состоять из чего-то». Часто эта порода полностью совпадает со страдательным залогом от فَعَّلَ (и можеть заменять его).
2. فَعَّلَ может использоваться в страдательном значении по отношению к فَعلَ, а значит значения فَعلَ и تَفَعَّلَ могут почти полностью совпадать: عَجِلَ — تَعَجَّلَ «торопиться, спешить», سَمِعَ — تَسَمَّعَ «слышать» — «прислушиваться, слушать». По сравнению с فَعلَ можеть иметь оттенок медленности, постепенности: جَرِعَ — تَجَرَّعَ «глотать» — «попивать небольшими глотками».
3. От названий групп людей образуются глаголы со значением «относить себя к данной группе»: عَرَبٌ — تَعَرَّبَ «арабы» — «относить себя к арабам, арабизироваться», نَصْرَانِيٌّ — تَنَصَّرَ «христианин (от названия города-родины христианства — Нацрата, или Насырата)» — «принимать христианство».
4. От имён, обозначающих другие предметы, образуются глаголы со значением «принять себе»: دَارٌ — تَدَيَّرَ «дом» — «взять себе в качестве жилища».
5. От названий мест образует глаголы «отправляться в это место»: بَحْرٌ — تَبَحَّرَ «море» — «отправляться в море (в переносном значении — приобретать знания, обширные, как море)».
6. Иногда обозначает устранение от того, что обозначает имя: إِثْمٌ — تَأَثَّمَ «грех, преступление» — «отказаться от беззакония, преступлений».

Шестая
Образуется от третьей породы и обозначает:
1. Полное развитие значения взаимности. Если فَاعَلَ значит «направлять действие на объект», то تَفَاعَلَ значит «направлять действие на объект, который тоже направляет деятелю это действие»: قَابَلَ — تَقَابَلَ «встречать» — «идти друг другу навстречу».
2. Иногда обозначает чисто страдательное действие: بَارَكَ — تَبَارَكَ «благословлять» — «быть благословенным».
3. Притворство: مَاتَ — تَمَاوَتَ «умереть» — «притвориться мёртвым».
4. Часто совпадает по значению с первой породой: عَطَا — تَعَاطَى «брать, принимать».

Седьмая
Образуется от первой породы прибавлением общесемитской страдательной приставки إِنْــ и обозначает действие:
1. Возвратно-страдательное: فَرَدَ — إِنْفَرَدَ «быть отдельным, единственным» — «отделиться, выделиться; а также быть отделённым от других».
2. Чисто страдательное: كَسَرَ — إِنْكَسَرَ «ломать» — «быть сломанным».
3. Часто совпадает по значению с первой породой: هَزِلَ — إِنْهَزَلَ «быть худым, похудеть».
4. Иногда значит «дать сделать с собой что-то»: خَدَعَ — إِنْخَدَعَ «обмануть» — «дать себя обмануть».

Эта порода никогда не образуется от корней с начальными буквами ر، ل، ء، ن ، و، ي.
Если первая коренная — م, то он может сливаться с нуном: إِمَّحَى = إِنْمَحَى «стереться, изгладиться».
Возвратное значение глагол в إِنْفَعَلَ имеет только если в فَعلَ он был переходным.
Восьмая
В основе эта порода образуется приставкой تَـ к глаголу первой породы, но с течением времени она перепрыгнула за первую коренную, и чтобы устранить два согласных в начале слова была добавлена хамза. Эта порода обозначает:
1. Возвратность: جَمَعَ — إِجْتَمَعَ «собрать» — «собраться».
2. Страдательность: غَمَّ — إِغْتَمَّ «опечалить» — «опечалиться».
3. Совершение действия для своей пользы: قَطَفَ — إِقْتَطَفَ «срывать плоды» — «срывать плоды для себя».
4. Часто совпадает по значению с первой породой, хотя некоторый оттенок возвратности остаётся: خَطَفَ — إِخْتَطَفَ «схватить, похитить».
5. То же, что и в п.4, но акцент делается на собственных усилиях. Например: كَسَبَ — приобретать, независимо от того, трудился ли он для этого или нет, а إِكْتَسَبَ — приобретать, задействуя собственные силы.
6. В некоторых случаях совпадает с تَفَاعَلَ , напр.: تَقَاتَلَ — إِقْتَتَلَ «сражаться».

Если первая буква корня ط، ض، ص , то ت породы заменяется на ط. Если первая корня ظ, то вместо сочетания طظ используется либо ظَّ، либо طَّ.
Если первая корня ز، د , то ت породы заменяется на د . Если первая корня ذ, то вместо دذ используется ذَّ или دَّ .
Десятая
В основе своей образуется от четвёртой породы посредством приставки تَـ и древней семитской приставки س. Имеет значение:
1. Возвратное: أَسْلَمَ — اِسْتَسْلَمَ «передать» — «покориться (передать себя в чьи-то руки)».
2. «Привлечь к себе, сделать для себя»: أَثْمَرَ — اِسْتَثْمَرَ «приносить плоды» — «получать для себя плоды».
3. Если образовано от отымённых глаголов — «назначить кого-то кем-то»: خَلَفٌ — اِسْتَخْلَفَ «преемник» — «выбрать себе преемника».
4. «Просить для себя»: غَفَرَ — اِسْتَغْفَرَ «прощать» — «добиваться прощения».
5. «Видеть, находить кого-то каким-то»: حَسُنَ — اِسْتَحْسَنَ «быть хорошим» — «увидеть хорошим, одобрить», أَوْجَبَ — اِسْتَوْجَبَ «сделать обязательным» — «считать для себя обязательным».
6. В некоторых случаях обозначает вступление, начало действия 1 породы: يَقِظَ — اِسْتَيْقَظَ «бодрствовать» — «проснуться», صَحَّ — اِسْتَصَحَّ «быть здоровым» — «выздороветь».
7. В некоторых случаях обозначает «заставлять делать что-то»: حَلَفَ — اِسْتَحْلَفَ «присягать» — «привести к присяге».
8. От имён образуются глаголы со значением «стать таким или похожим на это»: حَجَرٌ — اِسْتَحْجَرَ «камень» — «окаменеть».

Девятая и одиннадцатая
Эти породы образуются от прилагательных, обозначающих цвет или физические качества, образованных по модели أَفْعَلُ :
إِحْمَرَّ — أَحْمَرُ — إِحْمَارَّ- «покраснеть» — «красный» — «сильно покраснеть».
Двенадцатая, тринадцатая и четырнадцатая
Эти породы обозначают усиление действия (то есть, соответствуют второй). Они встречаются крайне редко.
Пятнадцатая
Эта порода обозначает возвратное действие и соответствует седьмой.

### Породы четырёхбуквенного глагола
Первая
Основная порода четырёхбуквенных корней: تَرْجَمَ «переводить»
Вторая
Возвратная по отношению к فَعْلَقَ , напр.: دَخْرَجَ — تَدَخْرَجَ «катить» — «катиться».
Третья
Редкая порода. Пример: حَرْجَمَ — اِحْرَنْجَمَ «гнать перед собой стадо верблюдов, заставляя их тесниться» — «тесниться, толпиться (о людях, животных)».
Четвёртая
Возвратная по отношению к فَعْلَقَ , напр.: طَمْأَنَ — اِطْمَأَنَّ «успокоить» — «успокоиться».

### Основные формы в глагольных породах
В таблице ниже представлены глагольные парадигмы на примере корня فعلق, в котором ف соответствует первой букве корня, ع — второй, ل — третьей, ق — четвёртой (в четырёхбуквенных корнях). Породы четырёхбуквенного глагола отмечены буквой q (от quadriliteral) после номера породы.
| Глагольные формы (араб. أوزان أفعال‎, араб. أبواب أفعال‎) | Глагольные формы (араб. أوزان أفعال‎, араб. أبواب أفعال‎) | Глагольные формы (араб. أوزان أفعال‎, араб. أبواب أفعال‎) | Глагольные формы (араб. أوزان أفعال‎, араб. أبواب أفعال‎) | Глагольные формы (араб. أوزان أفعال‎, араб. أبواب أفعال‎) | Глагольные формы (араб. أوزان أفعال‎, араб. أبواب أفعال‎) | Именные формы (араб. أوزان أسماء‎, араб. أبواب أسماء‎) | Именные формы (араб. أوزان أسماء‎, араб. أبواب أسماء‎) | Именные формы (араб. أوزان أسماء‎, араб. أبواب أسماء‎)                |
| Параметры                                               | Действительный залог (араб. مبني للمعلوم‎)               | Действительный залог (араб. مبني للمعلوم‎)               | Действительный залог (араб. مبني للمعلوم‎)               | Страдательный залог (араб. مبني المجهول‎)                | Страдательный залог (араб. مبني المجهول‎)                | Действительное причастие (араб. فاعل‎)                | Страдательное причастие (араб. مفعول‎)                | Имя действия (араб. مصدر‎)                                           |
| Параметры                                               | Перфект (араб. ماضي‎)                                    | Базовый имперфект (араб. مضارع مرفوع‎)                   | Императив (араб. أمر‎)                                   | Перфект (араб. ماضي‎)                                    | Базовый имперфект (араб. مضارع مرفوع‎)                   | Форма ед. ч., муж. р. (араб. مذكّر مفرد‎)              | Форма ед. ч., муж. р. (араб. مذكّر مفرد‎)              | Имя действия (араб. مصدر‎)                                           |
| ------------------------------------------------------- | ------------------------------------------------------- | ------------------------------------------------------- | ------------------------------------------------------- | ------------------------------------------------------- | ------------------------------------------------------- | ---------------------------------------------------- | ---------------------------------------------------- | ------------------------------------------------------------------- |
| I                                                       | فَعَلَ faʕala                                              | يَفْعُلُ yafʕulu                                            | اُفْعُلْ ufʕul                                              | فُعِلَ fuʕila                                              | يُفْعَلُ yufʕalu                                            | فَاعِلٌ fāʕilun                                         | مَفْعُولٌ mafʕūlun                                       | различны                                                            |
| I                                                       | فَعَلَ faʕala                                              | يَفْعِلُ yafʕilu                                            | اِفْعِلْ ifʕil                                              | فُعِلَ fuʕila                                              | يُفْعَلُ yufʕalu                                            | فَاعِلٌ fāʕilun                                         | مَفْعُولٌ mafʕūlun                                       | различны                                                            |
| I                                                       | فَعَلَ faʕala                                              | يَفْعَلُ yafʕalu                                            | اِفْعَلْ ifʕal                                              | فُعِلَ fuʕila                                              | يُفْعَلُ yufʕalu                                            | فَاعِلٌ fāʕilun                                         | مَفْعُولٌ mafʕūlun                                       | различны                                                            |
| I                                                       | فَعِلَ faʕila                                              | يَفْعَلُ yafʕalu                                            | اِفْعَلْ ifʕal                                              | فُعِلَ fuʕila                                              | يُفْعَلُ yufʕalu                                            | فَاعِلٌ fāʕilun                                         | مَفْعُولٌ mafʕūlun                                       | различны                                                            |
| I                                                       | فَعِلَ faʕila                                              | يَفْعِلُ yafʕilu                                            | اِفْعِلْ ifʕil                                              | فُعِلَ fuʕila                                              | يُفْعَلُ yufʕalu                                            | فَاعِلٌ fāʕilun                                         | مَفْعُولٌ mafʕūlun                                       | различны                                                            |
| I                                                       | فَعُلَ faʕula                                              | يَفْعُلُ yafʕulu                                            | اُفْعُلْ ufʕul                                              | فُعِلَ fuʕila                                              | يُفْعَلُ yufʕalu                                            | فَاعِلٌ fāʕilun                                         | مَفْعُولٌ mafʕūlun                                       | различны                                                            |
| II                                                      | فَعَّلَ faʕʕala                                             | يُفَعِّلُ yufaʕʕilu                                          | فَعِّلْ faʕʕil                                              | فُعِّلَ fuʕʕila                                             | يُفَعَّلُ yufaʕʕalu                                          | مُفَعِّلٌ mufaʕʕilun                                      | مُفَعَّلٌ mufaʕʕalun                                      | تَفْعِيلٌ، تَفْعَالٌ، فِعَّالٌ، تَفْعِلَةٌ tafʕīlun, tafʕālun, fiʕʕālun, tafʕilatun  |
| III                                                     | فَاعَلَ fāʕala                                             | يُفَاعِلُ yufāʕilu                                          | فَاعِلْ fāʕil                                              | فُوعِلَ fūʕila                                             | يُفَاعَلُ yufāʕalu                                          | مُفَاعِلٌ mufāʕilun                                      | مُفَاعَلٌ mufāʕalun                                      | مُفَاعَلَةٌ، فِعَالٌ، فِيعَالٌ mufāʕalatun, fiʕālun, fīʕālun                   |
| IV                                                      | أَفْعَلَ afʕala                                             | يُفْعِلُ yufʕilu                                            | أَفْعِلْ afʕil                                              | أُفْعِلَ ufʕila                                             | يُفْعَلُ yufʕalu                                            | مُفْعِلٌ mufʕilun                                        | مُفْعَلٌ mufʕalun                                        | إِفْعَالٌ ifʕālun                                                       |
| V                                                       | تَفَعَّلَ tafaʕʕala                                          | يَتَفَعَّلُ yatafaʕʕalu                                       | تَفَعَّلْ tafaʕʕal                                           | تُفُعِّلَ tufuʕʕila                                          | يُتَفَعَّلُ yutafaʕʕalu                                       | مُتَفَعِّلٌ mutafaʕʕilun                                   | مُتَفَعَّلٌ mutafaʕʕalun                                   | تَفَعُّلٌ، تِفِعَّالٌ tafaʕʕul, tifiʕʕālun                                    |
| VI                                                      | تَفَاعَلَ tafāʕala                                          | يَتَفَاعَلُ yatafāʕalu                                       | تَفَاعَلْ tafāʕal                                           | تُفُوعِلَ tufūʕila                                          | يُتَفَاعَلُ yutafāʕalu                                       | مُتَفَاعِلٌ mutafāʕilun                                   | مُتَفَاعَلٌ mutafāʕalun                                   | تَفَاعُلٌ tafāʕulun                                                     |
| VII                                                     | اِنْفَعَلَ infaʕala                                          | يَنْفَعِلُ yanfaʕilu                                         | اِنْفَعِلْ infaʕil                                           | اُنْفُعِلَ unfuʕila                                          | يُنْفَعَلُ yunfaʕalu                                         | مُنْفَعِلٌ munfaʕilun                                     | مُنْفَعَلٌ munfaʕalun                                     | اِنْفِعَالٌ infiʕālun                                                    |
| VIII                                                    | اِفْتَعَلَ iftaʕala                                          | يَفْتَعِلُ yaftaʕilu                                         | اِفْتَعِلْ iftaʕil                                           | اُفْتُعِلَ uftuʕila                                          | يُفْتَعَلُ yuftaʕalu                                         | مُفْتَعِلٌ muftaʕilun                                     | مُفْتَعَلٌ muftaʕalun                                     | اِفْتِعَالٌ iftiʕālun                                                    |
| IX                                                      | اِفْعَلَّ ifʕalla                                            | يَفْعَلُّ yafʕallu                                           | اِفْعَلَّ، اِفْعَلِّ، اِفْعَلِلْ ifʕalla, ifʕalli, ifʕalil             | اُفْعُلَّ ufʕulla                                            | يُفْعَلُّ yufʕillu                                           | مُفْعِلٌّ mufʕillun                                       | مُفْعَلٌّ mufʕallun                                       | اِفْعِلَالٌ ifʕilālun                                                    |
| X                                                       | اِسْتَفْعَلَ istafʕala                                        | يَسْتَفْعِلُ yastafʕilu                                       | اِسْتَفْعِلْ istafʕil                                         | اُسْتُفْعِلَ ustufʕila                                        | يُسْتَفْعَلُ yustafʕalu                                       | مُسْتَفْعِلٌ mustafʕilun                                   | مُسْتَفْعَلٌ mustafʕalun                                   | اِسْتِفْعَالٌ istifʕālun                                                  |
| XI                                                      | اِفْعَالَّ ifʕālla                                           | يَفْعَالُّ yafʕāllu                                          | اِفْعَالَّ، اِفْعَالِّ، اِفْعَالِلْ ifʕālla, ifʕālli, ifʕālil          | اُفْعُوِّلَ ufʕūwwila                                         | يُفْعَوَّلُ yufʕawwalu                                        | مُفْعَالٌّ mufʕāllun                                      | مُفْعَالٌّ mufʕāllun                                      | اِفْعِيلَالٌ ifʕīlālun                                                   |
| XII                                                     | اِفْعَوْعَلَ ifʕawʕala                                        | يَفْعَوْعِلُ yafʕawʕilu                                       | اِفْعَوْعِلْ ifʕawʕil                                         | اُفْعُوعِلَ ufʕūʕila                                         | يُفْعَوْعَلُ yufʕawʕalu                                       | مُفْعَوْعِلٌ mufʕawʕilun                                   | مُفْعَوْعَلٌ mufʕawʕalun                                   | اِفْعِيعَالٌ ifʕīʕālun                                                   |
| XIII                                                    | اِفْعَوَّلَ ifʕawwala                                         | يَفْعَوِّلُ yafʕawwilu                                        | اِفْعَوِّلْ ifʕawwil                                          | اُفْعُوِّلَ ufʕuwwila                                         | يُفْعَوَّلُ yufʕawwalu                                        | مُفْعَوِّلٌ mufʕawwilun                                    | مُفْعَوَّلٌ mufʕawwalun                                    | اِفْعِوَّالٌ ifʕiwwālun                                                   |
| XIV                                                     | اِفْعَنْلَلَ ifʕanlala                                        | يَفْعَنْلِلُ yafʕanlilu                                       | اِفْعَنْلِلْ ifʕanlil                                         | اُفْعُنْلِلَ ufʕunlila                                        | يُفْعَنْلَلُ yufʕanlalu                                       | مُفْعَنْلِلٌ mufʕanlilun                                   | مُفْعَنْلَلٌ mufʕanlalun                                   | اِفْعِنْلَالٌ ifʕinlālun                                                  |
| XV                                                      | اِفْعَنْلَى ifʕanlā                                          | يَفْعَنْلِي yafʕanlī                                         | اِفْعَنْلِ ifʕanli                                           | اُفْعُنْلِيَ ufʕunliya                                        | يُفْعَنْلَى yufʕanlā                                         | مُفْعَنْلٍ mufʕanlin                                      | مُفْعَنْلًى mufʕanlan                                     | اِفْعِنْلَاءٌ ifʕinlāʔun                                                  |
| Iq                                                      | فَعْلَقَ faʕlaqa                                            | يُفَعْلِقُ yufaʕliqu                                         | فَعْلِقْ faʕliq                                             | فُعْلِقَ fuʕliqa                                            | يُفَعْلَقُ yufaʕlaqu                                         | مُفَعْلِقٌ mufaʕliqun                                     | مُفَعْلَقٌ mufaʕlaqun                                     | فَعْلَاقٌ، فُعْلَاقٌ، فِعْلَاقٌ، فَعْلَقَةٌ faʕlāqun, fuʕlāqun, fiʕlāqun, faʕlaqatun |
| IIq                                                     | تَفَعْلَقَ tafaʕlaqa                                         | يَتَفَعْلَقُ yatafaʕlaqu                                      | تَفَعْلَقْ tafaʕlaq                                          | تُفُعْلِقَ tufuʕliqa                                         | يُتَفَعْلَقُ yutafaʕlaqu                                      | مُتَفَعْلِقٌ mutafaʕliqun                                  | مُتَفَعْلَقٌ mutafaʕlaqun                                  | تَفَعْلُقٌ tafaʕluqun                                                    |
| IIIq                                                    | اِفْعَنْلَقَ ifʕanlaqa                                        | يَفْعَنْلِقُ yafʕanliqu                                       | اِفْعَنْلِقْ ifʕanliq                                         | اُفْعُنْلِقَ ufʕunliqa                                        | يُفْعَنْلَقُ yufʕanlaqu                                       | مُفْعَنْلِقٌ mufʕanliqun                                   | مُفْعَنْلَقٌ mufʕanlaqun                                   | اِفْعِنْلَاقٌ ifʕinlāqun                                                  |
| IVq                                                     | اِفْعَلَقَّ ifʕalaqqa                                         | يَفْعَلِقُّ yafʕaliqqu                                        | اِفْعَلِقَّ، اِفْعَلِقِّ، اِفْعَلْقِقْ ifʕaliqqa, ifʕaliqqi, ifʕalqiq     | اُفْعُلِقَّ ufʕuliqqa                                         | يُفْعَلَقُّ yufʕalaqqu                                        | مُفْعَلِقٌّ mufʕaliqqun                                    | مُفْعَلَقٌّ mufʕalaqqun                                    | اِفْعِلْقَاقٌ ifʕilqāqun                                                  |

## Неправильные глаголы
Неправильные глаголы — те, которые имеют какую-нибудь особенность корня, влияющую на огласовку: совпадение 2-й и 3-й корневых букв, наличие в корне хамзы или слабых букв (و، ي).

### Удвоенные (فعل مضعّف)
Удвоенные корни (то есть такие, в которых вторая и третья коренные буквы совпадают) имеют следующие особенности:
1. Обе одинаковые коренные буквы удваиваются, при этом их единой огласовкой становится та, которая должна быть над второй из них, а огласовка первой из совпадающих либо выпадает, либо переходит к следующей до неё букве (первой коренной), если та огласована сукуном.
2. Если после первого коренного есть долгий звук ā (ا), то удвоение происходит, а если ī или ū (ي، و) — обе буквы распадаются.
3. Удвоение также распадается, если после второй из удвоенных есть сукун, или после первой из них долгий гласный.
4. Если первая из удвоенных также удвоена по правилам словообразовательной модели, то удвоения также не происходит.

В случаях 3, 4, отчасти 2, удвоенные корни ведут себя как правильные.

### Хамзованные (فعل مهموز)
Основная «неправильность» хамзованных корней состоит в выборе подставки для хамзы. Она вычисляется по общим орфографическим правилам.
Кроме того, глаголы с начальной хамзой имеют следующие особенности:
1. Если словообразовательная модель требует, чтобы перед глаголом с начальной хамзой следовала хамза (как в форме имперфекта 1-го лица, единственного числа, в формах 4 породы и так далее), то обе хамзы сливаются в ā (آ).
2. В некоторых глаголах 8-й породы хамза сливается с ت и удваивает его.

### Слабые (فعل معتّل)
Слабые корни — это такие корни, в которых есть звуки w или y, которые могут чередоваться с ū и ī или выпадать.

#### Подобноправильные (فعل معتّل مثال)
«Подобноправильными» называются глаголы, первая коренная которых y или w (ي، و). Они имеют 2 главные особенности:
1. В восьмой породе первая коренная сливается с ت, удваивая его.
2. Глаголы с начальным و теряют его в имперфекте 1-й породы.

#### Пустые (فعل معتّل أجوف)
«Пустыми» называются глаголы, вторая (срединная) коренная которых y или w (ي، و). В первой породе есть 3 типа пустых глаголов, они различаются по гласной в имперфекте (соответственно, ū, ī или ā).
1. В перфекте 1-й породы в закрытых слогах (когда третья коренная огласована сукуном, то есть во всех формах, кроме форм 3 лица, а также в 3 лице множественного числа, женского рода) долгая гласная выпадает и заменяется на u если в имперфекте ū, и на i если в имперфекте ā или ī.
2. В имперфекте 1-й породы в закрытых слогах (в изъявительном и сослагательном наклонении это формы женского рода, множественного числа, в усечённом и повелительном — все формы без окончаний) долгий гласный сокращается (ū в u, ī в i, ā в a).
3. В 4, 7, 8 и 10 породах в перфекте ā, в имперфекте ī. Остальные породы изменяются по типу правильных.

#### Недостаточные (فعل معتّل ناقص)
«Недостаточными» называются глаголы, которые имеют слабую букву в качестве третьей коренной.

#### Глаголы с двумя слабостями
Глаголы с двумя слабостями имеют две слабые корневые согласные; немногие имеют и все три слабые. В общем, правила, указанные выше, применяются вместе, если они не конфликтуют. Есть два типа с комбинацией правил:
- Глаголы с w как первой и w или y как третьей корневой. Они спрягаются как недостаточные глаголы, и также теряют w в имперфекте 1 породы, например, waqā yaqī 'сторожить', wafā yafī 'сдерживать обещание', waliya yalī 'следовать'. Эти глаголы имеют крайне короткие императивы: qi fi li (женские формы qī fī lī, м.р., мн.ч. qū fū lū, ж.р., мн.ч. iqna ifna ilna), но в современном арабском они редко употребляются. В четвёртой и восьмой породе происходят те же процессы, например, четвёртая: awfā yūfī 'взывать' и восьмая ittaqā yattaqī 'бояться (бога)', образования от wafā yafī и waqā yaqī, соответственно (см. выше).
- Глаголы с начальной хамзой и w или y как третьей корневой. Они спрягаются тоже как недостаточные глаголы и также ассимилируют хамзу во всех случаях, например, частый глагол ʾatā yaʾtī 'приходить' (в имперфекте ʾātī 'я прихожу') и 4 порода этого глагола ʾātā yuʾtī 'носить' (в имперфекте ʾūtī 'я приношу').

В следующих случаях «слабости» конфликтуют, и одна из них не применяется:
- Удвоенные глаголы с w или y в качестве двойной. Они часто употребляются, например, rawā yarwī 'пересчитывать, переводить на счёт'. Вторая согласная в этом случае перестаёт быть слабой, третья же остаётся.

- Удвоенные глаголы с первой хамзой или w. Эти глаголы не принимают никаких ассимиляций с первой корневой, например, ʾajja yaʾujju 'гореть', в имперфекте ʾaʾujju 'я горю', несмотря на две хамзы в строке и wadda (wadidtu) yawaddu 'любить'.

Следующие случаи имеют особые нерегулярности:
- *Глаголы с w или y как второй корневой, хамзованные в третьей. Эти глаголы употребительны, особенно jāʾa yajīʾu 'приходить'. Единственная нерегулярность — в активном причастии первой породы, например, jāʾin 'приходящий', которое склоняется, как если бы третья корневая была слабой — y или w (предположительно чтобы избежать двух хамз на строке, ожидаемая форма была бы *jāʾiʾ).
- У крайне частого в употреблении глагола raʾā yarā 'видеть' хамза в имперфекте полностью выпадает, подобное поведение в пассиве: ruʾiya yurā 'быть увиденным'. Оба причастия правильны: активное rāʾin и пассивное marʾīy-. Четвёртая порода arā yūrī 'показывать' полностью избавляется от хамзы, остальные же регулярны и оставляют хамзу и в имперфекте: третья rāʾā yurāʾī 'казаться', шестая tarāʾā yatarāʾā 'переглянуться', восьмая irtaʾā yartaʾī 'думать'.
- Употребительный глагол ḥayiya yaḥyā 'жить', со второй формой перфекта ḥayya. Четвёртая порода aḥyā yuḥyī 'оживлять' регулярна, десятая же istaḥyā yastaḥyī 'чувствовать стыд' имеет вторые формы istaḥayya и istaḥā.

## Модальные глаголы
В арабском языке насчитывается приблизительно 40 модальных глаголов, и их можно организовать в три следующие группы:
1. Глаголы становления («kāna и её сёстры»). В качестве дополнения, отвечающего на вопрос (быть, стать) «кем?» при глаголах этой группы используется имя в состоянии насба (كَانَ زَيْدٌ قَائِمًا kāna Zaydun qāiman «Зайд стоял (был стоящим)»). Из этой группы глагол لَيْسَ laysa, хоть и имеет форму прошедшего времени, обозначает настоящее.
2. Глаголы начинания и надежды («kāda и её сёстры»). После них следует глагол в форме имперфекта. Глаголы этой группы, в свою очередь, делятся на три типа: حَرَى и اِخْلَوْلَقَ «есть надежда…» соединяются с имперфектом через أَنْ (напр. حَرَى زَيْدٌ أنْ يَأْتِىَ ħarā Zaydun an ya’tīya «Надеюсь (есть надежда), что Зайд придёт»); كَادَ, كَرِبَ, أوْشَكَ «приближаться» и عَسَى «есть надежда…» могут присоединяться как с أَنْ, так и без него (напр. كَادَت الشَّمْسُ أنْ تَغْرُبَ kādat-iš-šamsu an taɣruba или كَادَت الشَّمْسُ تَغْرُبُ kādat-iš-šamsu taɣrubu «Солнце почти село»); остальные глаголы (то есть непосредственно глаголы начинания) присоединяются без أَنْ (напр. بَدَأَ زَيْدٌ يَتَعَلَّمُ اللُّغَةَ الإِنْجلِيزِيَّةَ badaʔa Zaydun yataʕallamu-l-luɣata-l-injlīziyyata «Зейд начал изучать английский язык»).
3. Глаголы предположения и знания («zˤanna и её сёстры»). Они имеют два прямых дополнения: (считал, знал) «кого?» и «кем?», например: تَعَلَّمْ مُحَمَّداً عَالِماً taʕallam Muħammadan ʕāliman «Знай Мухаммада как учёного (знай, что Мухаммад — учёный)».

| Глаголы становления | Глаголы становления        | Глаголы начинания и надежды | Глаголы начинания и надежды | Глаголы предположения | Глаголы предположения            |
| Глагол              | Перевод                    | Глагол                      | Перевод                     | Глагол                | Перевод                          |
| ------------------- | -------------------------- | --------------------------- | --------------------------- | --------------------- | -------------------------------- |
| كَانَ                 | Был, стал                  | كَادَ                         | Приблизился                 | ظَنَّ                    | Подумал, посчитал (с сомнениями) |
| أَمْسَى                | Был (вечером)              | قَرِبَ                         | Приблизился                 | رَأَى                   | Усмотрел, посчитал (уверенно)    |
| أَصْبَحَ                | Стал (утром)               | أوْشَكَ                        | Приблизился                 | خَالَ                   | Вообразил, посчитал              |
| أَضْحَى                | Был (после восхода солнца) | عَسَى                         | Есть надежда, что…          | حَسِبَ                   | Посчитал, полагал                |
| ظَلَّ                  | Был (в полдень)            | حَرَى                         | Есть надежда, что…          | زَعَمَ                   | Утверждал                        |
| بات                 | Был (ночью; ночевал)       | اِخْلَوْلَقَ                      | Есть надежда, что…          | عَلِمَ                   | Узнал, убедился                  |
| صار                 | Стал                       | شَرَعَ                         | Начал                       | وَجَدَ                   | Нашёл, признал                   |
| لَيْسَ                 | Не является                | أنْشَأَ                        | Начал                       | عَدَّ                    | Считал, полагал                  |
| ما زَالَ              | Не прекращал быть          | عَلِقَ                         | Начал                       | تَعَلَّمَ                  | Узнал                            |
| ما اِنْفَكَّ             | Не прерывался              | طَفِقَ                         | Начал                       | اِتَّخَذَ                  | Взял, предпринял, постановил     |
| ما فَتِئَ              | Не прекращал быть          | هَبَّ                          | Начал                       | اِتَّخَذَ                  | Взял, предпринял, постановил     |
| ما بَرِحَ              | Не прекращал быть          | اِبْتَدَأَ                       | Начал                       | اِتَّخَذَ                  | Взял, предпринял, постановил     |
| ما دَامَ              | Не прекращал быть          | اِنْبَرَى                       | Начал                       | اِتَّخَذَ                  | Взял, предпринял, постановил     |
| ما دَامَ              | Не прекращал быть          | جَعَلَ                         | Начал                       | اِتَّخَذَ                  | Взял, предпринял, постановил     |
| ما دَامَ              | Не прекращал быть          | قَامَ                         | Начал                       | اِتَّخَذَ                  | Взял, предпринял, постановил     |
| ما دَامَ              | Не прекращал быть          | بَدَأَ                         | Начал                       | اِتَّخَذَ                  | Взял, предпринял, постановил     |
| ما دَامَ              | Не прекращал быть          | أخَذَ                         | Начал                       | اِتَّخَذَ                  | Взял, предпринял, постановил     |

## Согласование глагола
В арабском языке глагол согласуется по роду, числу и лицу. При этом у «разумных» имён (называющих людей) во множественном числе относящийся к ним глагол имеет форму множественного числа нужного рода, а у «неразумных» (называющих животных, неодушевлённые предметы) — форму единственного числа женского рода.
Кроме того, в предложении глагол, следующий прежде подлежащего, не согласуется с ним в числе (имеет форму ед.ч.), а следующий после подлежащего — согласуется.